# Valentina Höll
Valentina „Vali“ Höll (* 11. Dezember 2001 in Salzburg) ist eine österreichische Mountainbikerin, die sich auf die Disziplin Downhill spezialisiert hat.

## Sportlicher Werdegang
Zum Mountainbikesport kam Höll durch ihre Eltern, die auch auf dem MTB unterwegs waren und u. a. an der Bike Transalp teilnahmen. Mit dem Downhill begann sie im Alter von 12 Jahren; mangels Konkurrenz startete sie häufig in den männlichen Klassen. Im Alter von 13 Jahren unterschrieb sie ihren ersten Sponsorenvertrag.
Gleich im ersten Jahr 2018 gewann sie im UCI-Mountainbike-Weltcup alle sieben Rennen und wurde Junioren-Weltmeisterin im Downhill. Dabei wäre sie mit ihrer Zeit beim ersten Weltcup-Rennen in Lošinj sogar in der Elite unter die Top 6 gefahren. Im zweiten Jahr 2019 wurde sie in zwei der acht Rennen „nur“ Zweite und gewann erneut überlegen die Weltcup-Gesamtwertung und die Weltmeisterschaften bei den Junioren.
Bei den Mountainbike-Weltmeisterschaften 2020 in ihrem Heimatort Leogang gewann Höll die Qualifikation für das Downhill-Rennen der Elite. Im Abschlusstraining stürzte sie jedoch und verletzte sich einen Fuß, so dass sie beim WM-Rennen nicht starten konnte und auch für den Weltcup ausfiel.
In der Saison 2021 stand sie im Weltcup viermal unter den Top 3, durch zwei Siege in den beiden letzten Rennen der Saison in Snowshoe sicherte sie sich noch den Gewinn der Weltcup-Gesamtwertung. Bei den Weltmeisterschaften stürzte sie mehrmals im Rennen und belegte am Ende Platz 12. 2022 gewann sie erneut zwei Weltcup-Rennen, musste aber in der Gesamtwertung Camille Balanche den Vortritt lassen. Dafür wurde sie in Les Gets erstmals Weltmeisterin in der Elite.
2023 war Höll mit vier Saisonsiegen im Weltcup und dem erneuten Gewinn der Weltmeisterschaften die dominierende Downhill-Fahrerin der Saison.

## Ehrungen
2022 wurde Valentina Höll zur österreichischen Radsportlerin des Jahres gewählt.

## Privates
Höll lebt mit ihrer Partnerin, der Schweizer Freeski-Olympiasiegerin Mathilde Gremaud in Innsbruck.

## Erfolge
2018
- Weltmeisterin (Junioren) – Downhill
- sieben Weltcup-Erfolge (Junioren) – Downhill
- Gesamtwertung UCI-MTB-Weltcup (Junioren) – Downhill

2019
- Weltmeisterin (Junioren) – Downhill
- Österreichische Staatsmeisterin – Downhill
- sechs Weltcup-Erfolge (Junioren) – Downhill
- Gesamtwertung UCI-MTB-Weltcup (Junioren) – Downhill

2020
- Österreichische Staatsmeisterin – Downhill
- Crankworx DH Innsbruck

2021
- zwei Weltcup-Erfolge – Downhill
- Gesamtwertung UCI-MTB-Weltcup – Downhill

2022
- Weltmeisterin – Downhill
- Österreichische Staatsmeisterin – Downhill,
- zwei Weltcup-Erfolge – Downhill

2023
- Weltmeisterin – Downhill
- Österreichische Staatsmeisterin – Downhill,
- vier Weltcup-Erfolge – Downhill
- Gesamtwertung UCI-MTB-Weltcup – Downhill

2024
- Weltmeisterin – Downhill

- Gesamtwertung UCI-MTB-Weltcup – Downhill